# تولیپ (ایندیانا)
تولیپ (به انگلیسی: Tulip) یک منطقهٔ مسکونی در ایالات متحده آمریکا است که در Highland Township واقع شده‌است. تولیپ ۱۹۵٫۹۹ متر بالاتر از سطح دریا واقع شده‌است.